# Verrucaria asperula
Verrucaria asperula är en lavart som beskrevs av Servít. Verrucaria asperula ingår i släktet Verrucaria och familjen Verrucariaceae.   Inga underarter finns listade i Catalogue of Life.